# Іван Хрущов
Іван Семенович Хрущов —  ніжинський полковник. Майор Хрущов заступив на посаду в 1727 році згідно «царської волі». Гетьман Данило Апостол у листі до Колегії закордонних справ від 18 квітня 1733 скаржився, що ніжинський полковник І. Хрущов вважає образливим йти у похід під командуванням генерального обозного Якова Лизогуба. Був власником села Хрущова Микитівка.

## Джерело
- Горобець В. Полковник Війська Запорозького та його влада // Український історичний журнал. — К., № 4 (517) за липень-серпень 2014.— С. 55-56. ISSN 0130-5247